# 캐치 미 이프 유 캔
《캐치 미 이프 유 캔》(영어: Catch Me If You Can)은 2002년 공개된 미국의 전기 범죄 코미디 영화로 프랭크 애버그네일과 스탠 레딩의 캐치 미 이프 유 캔 (책)을 원작으로 한다. 스티븐 스필버그가 감독하고, 제프 네이선슨이 각본을 썼다. 아버지의 사업이 망하고 부모가 이혼을 한 뒤, 가출을 하고 팬암 조종사, 하버드 의대 수석 졸업 의사, 버클리 법대를 졸업한 변호사를 사칭한 최연소 사기꾼 프랭크와 그를 쫓는 FBI수사관 칼의 이야기로, 1965년에 실제로 일어난 사기극의 주인공인 프랭크 애버그네일(Frank Abagnale)의 실화를 담고 있다. 레오나르도 디카프리오, 톰 행크스, 크리스토퍼 워컨, 마틴 신, 나탈리 베이과 에이미 아담스가 출연한다.
영화의 제작은 1980년부터 시작되었지만, 애버그네일의 책이 스필버그의 드림웍스에 판매된 1997년까지 본격적인 제작은 이뤄지지 않았다. 데이빗 핀처, 고어 버빈스키, 라세 할스트룀, 밀러스 포만과 카메론 크로우가 감독 물망에 올랐지만 최종적으로 스필버그가 낙점되었다. 촬영은 2002년 2월부터 5월까지 진행되었다. 이 영화는 평단에 호평을 받았으며, 애버그네일은 긍정적인 반응을 보였다. 제75회 미국 아카데미상 남우조연상(크리스토퍼 월켄), 음악상(존 윌리엄스)가 후보 지명되었다. 월켄은 제56회 영국 아카데미상(BAFTA) 남우주연상을 수상하였고, 윌리엄스는 음악상, 마리 조프레즈는 의상상과 제프 네이선슨은 각본상에 후보 지명되었다. 디카프리오는 골든 글로브상 영화 드라마부분 남우주연상에 후보 지명되었다. 윌리엄스는 또한 그래미상에 후보 지명되었다. 영화의 한 장면이 《심슨 가족》의 에피소드 "Catch 'Em If You Can"으로 패러디되었다.

## 줄거리
아버지의 사업 실패와 부모의 이혼에 넋이 나간 프랭크 에버그네일 주니어(레오나르도 디카프리오 분)는 아버지(크리스토퍼 월켄 분)의 가르침을 통해 세상을 유니폼 하나로 속일 수 있다는 것을 배운다. 이후 자신의 은행 계좌에 몇 달러가 든 수표만 가지고 가출을 감행, 그 뒤부터 자신의 ‘예술세계’를 펼친다.
팬암사의 파일럿, 하버드의대 수석 졸업, 예일 법대 출신 변호사로 둔갑해 사기를 치고 다니며, 주소득원은 팬암 비행기 모형에서 떼낸 스티커로 만든 가짜수표이다. 파일럿으로 사칭해 모든 비행기에 무임탑승은 기본, 50개 주 은행을 순회하며 무려 140만 달러를 횡령한 희대의 사기꾼 프랭크의 등장에 미국에서 FBI를 발칵 뒤집는 사건이 발생한다.
FBI는 최고의 베테랑 요원 칼 핸래티(톰 행크스 분)를 수사 작전에 투입하고, 번번이 놈의 속임수에 당하던 칼은 드디어 오랜 추적 끝에 범인의 정체를 알아낸다. 이름은 프랭크 에버그네일로 나이가 17세에 불과해 지문 조회 등이 불가능하고, 번번이 프랭크에게 당하는 FBI 수사관 칼은 범인이 겨우 17세라는 사실에 또 한 번 경악한다. 과연 칼은 프랭크를 잡을 수 있을까.

## 배역
- 레오나르도 디카프리오 - 프랭크 애버그네일 주니어 역
- 톰 행크스 - 칼 핸래티 역 (FBI 수사관)
- 크리스토퍼 월켄 - 프랭크 애버그네일 시니어 역 (프랭크의 아버지)
- 마틴 신 - 로저 스트롱 역
- 나탈리 베이 - 폴라 역 (프랭크의 어머니)
- 에이미 애덤스 - 브렌다 역
- 제임스 브로린 - 잭 역
- 낸시 레네헌 - 캐럴 스트롱 역 (브렌다의 엄마, 로저의 아내)
- 브라이언 호 - 얼 역 (FBI 수사관)
- 제니퍼 가너 - 체릴 앤 역
- 엘런 폼페오 - 마시 역
- 엘리자베스 뱅크스 - 루시 역
- 케이틀린 더블데이 - 조안나 역
- 프랭크 존 휴즈 - 톰 폭스 역
- 스티브 이스틴 - 폴 모건 역
- 크리스 엘리스 - 윗킨스 역
- 마이크 발드리지 - 테리 역
- 가이 토벳 - 워든 개런 역
- 샌디 아자라 - 다시 역
- 매슈 킴브로 - 로언 역
- 프랭크 애버그네일 - 프랑스 경찰 책임자 역 (카메오)[6]

## 한국판 성우진

### SBS (2004년 1월 22일)
- 강수진 - 프랭크 윌리엄 에버그네일(레오나르도 디캐프리오)
- 오세홍 - 칼 헨레티(톰 행크스)
- 김규식 - 로저(마틴 신) / 클럽 회장(제임스 브롤린) / TV 방송 진행자 / 은행 지점장 / 병원 원장
- 김정호 - 아버지(크리스토퍼 워컨)
- 장유진 - 엄마(나탈리 베이)
- 소연 - 브렌다(에이미 애덤스) / 여학생
- 이성 - FBI 국장(크리스 엘리스) / 수표 전문가(맥스 커스틴) / 은행 직원
- 이재정 - 브렌다의 엄마(낸시 레네헌) / 프랑스어 대리 교사(매기 멜린) / 항공사 직원
- 김태웅 - 폭스(프랭크 존 휴즈) / TV 방송 해설 / 열차표 판매원 / 항공사 직원 / 호텔 직원
- 김정주 - 체릴(제니퍼 가너) / 여학생 / 은행 직원 / 비행기 표 판매원
- 황재경 - 양복가게 주인(캔디스 아자라) / 은행 직원(엘리자베스 뱅크스)
- 김수중 - 수표 전문가(맬러카이 스론) / 프랑스 간수(리치 예트) / 이혼 변호사 / 비행 기장 / TV 방송
- 서광재 - 수표 전문가(알프레드 데니스) / 교장 선생님(토마스 코파케) / 은행 직원 / FBI 요원
- 전인배 - 얼(브라이언 하우) / 가짜 프랭크 / 호텔 직원 / 의사
- 류다무현 - 음식점 종업원(제레미 하워드) / 가짜 프랭크 / 프랑스 간수 / 열차 안내 방송 / 의사
- 이자명 - 스튜어디스(엘런 폼페오) / 은행 직원(켈리 허친슨)

### KBS (2012년 8월 10일)
- 강수진 - 프랭크(레오나르도 디카프리오)
- 오세홍 - 칼(톰 행크스)
- 김세한 - 아버지(크리스토퍼 워컨)
- 송도영 - 어머니(나탈리 베이) / 브렌다의 엄마(낸시 레네헌)
- 한상덕 - 로저(마틴 신)
- 서지연 - 브렌다(에이미 애덤스)
- 곽윤상 - 얼(브라이언 하우) / 학생(조나단 댕크너) / 교장 선생님(토마스 코파케) / 수표 전문가(맬러카이 스론) / 프랑스 간수(리치 예트)
- 오인실 - 스튜어디스(엘런 폼페오) / 프랑스어 대리 교사(매기 멜린)
- 이지환 - 음식점 종업원(제레미 하워드)
- 김석환 - FBI 국장(크리스 엘리스) / 수표 전문가(맥스 커스틴)
- 이병용 - 클럽 회장(제임스 브롤린) / 수표 전문가(알프레드 데니스)
- 양유진 - 은행 직원(엘리자베스 뱅크스) / 양복가게 주인(캔디스 아자라)
- 정성훈 - 폭스(프랭크 존 휴즈)
- 이미연 - 체릴(제니퍼 가너)

## 홈 미디어
DVD는 2003년 5월 6일, Blu-ray는 2012년 12월 4일 발매되었다.

## 뮤지컬
동명의 뮤지컬로 제작되어, 2009년 7월에 워싱턴주 시애틀에 있는 5번가 (5th Avenue) 극장에서 초연되었다. 이후 2011년 3월 11일에 닐 사이먼 극장에서 브로드 웨이를 시작으로, 공식적으로 2011년 4월 10일 공연이 시작되었다. 음악은 최고의 뮤지컬 등 토니상의 4개 부분에 후보 지명되었다. 대한민국에서는 엠뮤지컬컴퍼니 제작으로 2012년 초연되었다.